# Marek Rutkiewicz
Marek Rutkiewicz (Olsztyn, 8 mei 1981) is een Pools voormalig wielrenner.
Rutkiewicz begon zijn carrière bij het Franse Cofidis, waar hij drie jaar bleef rijden. Daarna ging hij terug naar zijn thuisland om voor Intel-Action te gaan rijden.
Rutkiewicz' grootste overwinning is een etappe in de Ronde van Polen van 2004.

## Belangrijkste overwinningen
2002
4e etappe Ronde van de Ain
Puntenklassement Ronde van Polen
2004
6e etappe Ronde van Polen
2006
2e etappe Ronde van Małopolska
Eindklassement Ronde van Małopolska
2008
5e etappe Ronde van het Qinghaimeer
2009
Bergklassement Ronde van Polen
2010
1e etappe Szlakiem Grodów Piastowskich
Eindklassement Szlakiem Grodów Piastowskich
 Pools klimkampioen, Elite
Beker van de Subkarpaten
2011
4e etappe Szlakiem Grodów Piastowskich
2e etappe Ronde van Małopolska
 Pools klimkampioen, Elite
2012
Eindklassement Circuit des Ardennes
2e etappe Szlakiem Grodów Piastowskich
Eindklassement Szlakiem Grodów Piastowskich
3e etappe Ronde van Małopolska
Eindklassement Ronde van Małopolska
2014
Puntenklassement Szlakiem Grodów Piastowskich
2016
Visegrad 4 Bicycle Race – GP Czech Republic
3e etappe Ronde van Małopolska
Bergklassement Ronde van Małopolska
2017
2e etappe CCC Tour-Grody Piastowskie
Eind- en puntenklassement CCC Tour-Grody Piastowskie
Eindklassement Bałtyk-Karkonosze Tour
Bergklassement Szlakiem Walk Majora Hubala
Szlakiem Wielkich Jezior
2019
Bergklassement CCC Tour-Grody Piastowskie

## Resultaten in voornaamste wedstrijden
| Jaar | Ronde van Italië | Ronde van Frankrijk | Ronde van Spanje |
| ---- | ---------------- | ------------------- | ---------------- |
| 2002 |                  |                     |                  |
| 2003 |                  |                     |                  |
| 2004 |                  |                     |                  |
| 2005 |                  |                     |                  |
| 2006 |                  |                     |                  |
| 2007 |                  |                     |                  |
| 2008 |                  |                     |                  |
| 2009 |                  |                     |                  |
| 2010 |                  |                     |                  |
| 2011 |                  |                     |                  |
| 2012 |                  |                     |                  |
| 2013 |                  |                     |                  |
| 2014 |                  |                     |                  |
| 2015 | 81e              |                     |                  |

| Jaar | Amstel Gold Race | Luik-Bast.‑Luik | Ronde van Lombardije | Eschborn-Frankfurt |  | WK op de weg |
| ---- | ---------------- | --------------- | -------------------- | ------------------ |  | ------------ |
| 2002 |                  |                 | opgave               |                    |  | 76e          |
| 2003 | opgave           | 85e             | opgave               |                    |  | opgave       |
| 2004 |                  |                 |                      |                    |  | opgave       |
| 2005 |                  |                 |                      | opgave             |  | 44e          |
| 2006 |                  |                 |                      | opgave             |  | opgave       |
| 2007 |                  |                 |                      | opgave             |  |              |
| 2008 |                  |                 |                      |                    |  | opgave       |
| 2009 |                  |                 |                      |                    |  |              |
| 2010 |                  |                 |                      |                    |  |              |
| 2011 |                  |                 |                      | 26e                |  | 28e          |
| 2012 |                  |                 |                      |                    |  | 46e          |
| 2013 |                  |                 |                      |                    |  |              |
| 2014 | opgave           |                 |                      | 63e                |  |              |
| 2015 | 81e              |                 |                      |                    |  |              |

### Resultaten in kleinere etappekoersen
| Jaar | Parijs-Nice | Ronde van Catalonië | Ronde van Zwitserland | Ronde van Polen |
| ---- | ----------- | ------------------- | --------------------- | --------------- |
| 2001 |             |                     | 62e                   |                 |
| 2002 |             |                     |                       | ↑               |
| 2003 | opgave      | opgave              |                       | 5e              |
| 2004 |             |                     |                       | 4e (1)          |
| 2005 |             |                     |                       | 8e              |
| 2006 |             |                     |                       | 4e              |
| 2007 |             |                     |                       | opgave          |
| 2008 |             |                     |                       | 10e             |
| 2009 |             |                     |                       | 6e              |
| 2010 |             |                     |                       | 7e              |
| 2011 |             | 121e                |                       | 10e             |
| 2012 |             |                     |                       | opgave          |
| 2013 |             |                     |                       |                 |
| 2014 |             | opgave              | 51e                   | 11e             |
| 2015 |             | 99e                 | 98e                   | 61e             |
| 2016 |             |                     |                       | opgave          |
| 2017 |             |                     |                       | 19e             |
| 2018 |             |                     |                       | opgave          |
| 2019 |             |                     |                       | 60e             |

## Ploegen
- 2001 –  Cofidis, Le Crédit par Téléphone
- 2002 –  Cofidis, Le Crédit par Téléphone
- 2003 –  Cofidis, Le Crédit par Téléphone
- 2004 –  R.A.G.T. Semences-MG Rover (tot 11 mei)
- 2004 –  Action (vanaf 2 juli)
- 2005 –  Intel-Action
- 2006 –  Intel-Action
- 2007 –  Action-Uniqa[a]
- 2009 –  DHL-Author
- 2010 –  Mróz Active Jet
- 2011 –  CCC Polsat Polkowice
- 2012 –  CCC Polsat Polkowice[b]
- 2013 –  CCC Polsat Polkowice
- 2014 –  CCC Polsat Polkowice
- 2015 –  CCC Sprandi Polkowice
- 2016 –  Wibatech Fuji
- 2017 –  Wibatech 7R Fuji
- 2018 –  Wibatech Merx 7R
- 2019 –  Wibatech Merx 7R
- 2020 –  Mazowsze Serce Polski

Atienza · 
Beloesov · 
Bourgain · 
Clain · 
Cuesta · 
Dublé ·
Farazijn · 
Flammang · 
Fofonov ·
Gané · 
Gaumont · 
Hayles · 
Kivilev · 
Krafft · 
Lamour · 
Le Boulanger · 
D. Lefèvre · 
L. Lefèvre · 
Lelli · 
Lopeboselli ·
Loué · 
Mattan · 
Millar · 
Moncoutié · 
Peers · 
Planckaert ·
Pommereau ·
Rinero · 
Rutkiewicz ·
Sassone · 
Silovs (tot 31/07) · 
Tessier · 
Tombak · 
Tournant · 
Trentin · 
Andre (stagiair) · 
Vanoverschelde (stagiair) 
Atienza · 
Bourgain · 
Clain · 
Cuesta · 
Dublé ·
Farazijn · 
Fernández ·
Flammang · 
Fofonov ·
Gané · 
Gaumont · 
Hayles · 
Kivilev · 
Lamour · 
Le Boulanger ·
Lelli · 
Lopeboselli ·
Loué · 
Mattan · 
Millar · 
Moncoutié · 
Neuville · 
Peers · 
Planckaert ·
Rutkiewicz ·
Sassone · 
Tessier · 
Tombak · 
Tournant · 
Trentin · 
Vasseur · 
Calzati (stagiair) · 
Coyot (stagiair) · 
Roulston (stagiair) ·
Vanoverschelde (stagiair) 
Atienza · 
Bessy ·
Bourgain · 
Clain · 
Coyot ·
Cuesta · 
Dublé ·
Farazijn · 
Fernández ·
Flammang · 
Fofonov ·
Gané · 
Gaumont · 
Hayles · 
Kivilev (tot 12/03) ·  
Lelli · 
Lopeboselli ·
Mattan · 
Millar · 
Moncoutié · 
Peers · 
Pérez · 
Planckaert ·
Roulston · 
Rutkiewicz ·
Sassone · 
Thirionet · 
Tombak · 
Tournant · 
Trentin · 
Vasseur · 
Gadret (stagiair) · 
Johnson (stagiair) · 
Monier (stagiair)  
Auger ·
Bernard ·
Berthou ·
Bourquenoud ·
Bouvard ·
Buffaz ·
Calzati ·
Dion ·
Dulac ·
Finot ·
Laurent ·
Le Boulanger ·
Lefèvre ·
Loehovi ·
Martin ·
Mutschler ·
Reynaud ·
Rinero ·
Rutkiewicz (tot 31/01) ·
Seigneur ·
Thibout ·
Bergès (stagiair) ·
Dupont (stagiair) ·
Lernould (stagiair) 
Banaszek · Bogusławski · Honkisz · Janiszewski · Kistowski · Marycz · Morajko · Paterski · Roithmeier · Rutkiewicz · Stępniak · Sykała · Warchoł